# Gyrobicoupole décagonale
Pour les articles homonymes, voir J31.
En géométrie, la gyrobicoupole décagonale est un des solides de Johnson (J31). Comme l'orthobicoupole décagonale (J30), il peut être obtenu en joignant deux coupoles décagonales (J5) par leurs bases décagonales. La différence réside dans la rotation à 36 degrés opérée sur les deux moitiés.
La gyrobicoupole décagonale est le troisième solide de l'ensemble infini des gyrobicoupoles.
La gyrobicoupole décagonale est ce que vous obtenez lorsque vous prenez un rhombicosidodécaèdre, que vous le découpez pour former un rhombicosidodécaèdre parabidiminué (J80), et que vous collez ensemble les deux coupoles issues de la coupe.
Les 92 solides de Johnson ont été nommés et décrits par Norman Johnson en 1966.